# Busan IPark
Busan IPark FC (Hangul: 부산 아이파크 FC) (w latach 1979-1980 SaeHan Automobile FC, 1980-1982 Daewoo Football Team, 1983–1995 Daewoo Royals, 1996–1999 Pusan Daewoo Royals, 2000–2001 Pusan Icons, 2002–2004 Busan Icons) – południowokoreański klub piłkarski, występujący w K League 2. Klub ma siedzibę w mieście Pusan.
Cztery razy wygrał mistrzostwo Korei Południowej (1984, 1987, 1991 i 1997). W 2004 wygrał Koreański FA Cup (główny puchar narodowy) a w 1987 Busan I'Park był mistrzem Azji.

## Sukcesy

### Domowe
- K League 1
  - mistrzostwo (4): 1984, 1987, 1991, 1997
  - wicemistrzostwo (3): 1983, 1990, 1999
- K League 2
  - wicemistrzostwo (3): 2017, 2019, 2023
- Puchar Korei Południowej
  - zwycięstwo (1): 2004
  - finał (2): 2010, 2017
- Puchar Ligi
  - zwycięstwo (3): 1997 Puchar Adidas, 1997 PRO-SPECS Puchar, 1998
  - finał (5): 1986, 1999, 2001, 2009, 2011

### Międzynarodowe
- Liga Mistrzów
  - zwycięstwo (1): 1985/1986
- Afro-Asian Club Championship
  - zwycięstwo (1): 1986

## Historyczne nazwy
- 1979 – SaeHan Automobile
- 1983 – Daewoo Royals
- 1996 – Pusan Daewoo Royals
- 2000 – Pusan i.cons
- 2002 – Busan I'Cons
- 2005 – Busan I'Park
- 2012 – Busan IPark

## Stadion
Domowe mecze klub rozgrywa na stadionie Pusan Stadion Gudeok, który może pomieścić 24363 widzów.